# Do You Run Away Now
Do You Run Away Now è un singolo dei  Cappella del 1997.
Il brano raggiunse la decima posizione in Finlandia.